# Каменка (Самойловский район)
Каменка — село в Самойловском районе Саратовской области России. Входит в состав Песчанского муниципального образования. Основано в 1840 году.

## География
Село находится в юго-западной части Саратовского Правобережья, в пределах Окско-Донской равнины, в степной зоне, на левом берегу реки Терсы, на расстоянии примерно 14 километров (по прямой) к северо-северо-востоку (NNE) от посёлка городского типа Самойловки. Абсолютная высота — 138 метров над уровнем моря.
Климат
Климат характеризуется как умеренно континентальный с холодной малоснежной зимой и сухим жарким летом. Среднегодовая температура воздуха — 4,7 — 4,9 °C. Средняя многолетняя температура самого холодного месяца (января) составляет −11 — −11,1 °С (абсолютный минимум — −43 °С), температура самого тёплого (июля) — 20,7 — 20,8 °С (абсолютный максимум — 42 °С). Среднегодовое количество атмосферных осадков — 385—476 мм, из которых большая часть (250—310 мм) выпадает в период с апреля по октябрь. Снежный покров держится в среднем 120—127 дней в году.
Часовой пояс
Село Каменка, как и вся Саратовская область, находится в часовой зоне МСК+1. Смещение применяемого времени относительно UTC составляет +4:00.

## Население
| 2002 | 2010 |
| ---- | ---- |
| 627  | ↘586 |

Половой состав
По данным Всероссийской переписи населения 2010 года в половой структуре населения мужчины составляли 47,6 %, женщины — соответственно 52,4 %.
Национальный состав
Согласно результатам переписи 2002 года, в национальной структуре населения русские составляли 79 % из 627 чел.